# Tamandaré Esporte Clube
O Tamandaré Esporte Clube é um clube de futebol brasileiro da cidade de Almirante Tamandaré, no estado do Paraná. Suas cores são azul, verde e branco.
A principal conquista da equipe foi o título de vice-campeão do Campeonato Paranaense da Terceira Divisão de 2000.